# Zethus prominens
Zethus prominens är en stekelart som beskrevs av Fox 1899. Zethus prominens ingår i släktet Zethus och familjen Eumenidae. Inga underarter finns listade i Catalogue of Life.